# Breslauer philologische Abhandlungen
Die Breslauer philologischen Abhandlungen waren eine wissenschaftliche Reihe, die von 1886 bis 1914 im Breslauer Verlag M. & H. Marcus erschien. Bis 1909 wurde die Reihe in Bänden gezählt, die jeweils aus mehreren Heften bestanden. Nach Band 9 (1902/1909) wurde die Reihe in Nummern gezählt (bis 48/1914).
Die meisten Beiträge der Reihe waren Erstschriften Breslauer Doktoranden. Der Begründer der Reihe war Wilhelm Studemund. Nach seinem Tod (1889) wurde sie von Richard Foerster fortgesetzt.
Die Reihe wurde 1939 durch die Breslauer Abhandlungen zur Altertumswissenschaft im Breslauer Verlag Maruschke & Berendt fortgesetzt (herausgegeben von Hans Drexler, Ludolf Malten und Joseph Vogt), von denen jedoch nur ein Band erschien (Friedrich Schindler: Untersuchungen zur Geschichte des Sallustbildes).